# ألان بولتون
ألان بولتون (1 يوليو 1939 - 2003)  (بالإنجليزية: Alan Bolton)‏ هو لاعب كريكت بريطاني.